# McFaulds Lake
McFaulds Lake är en sjö i Kanada.   Den ligger i Kenora District och provinsen Ontario, i den östra delen av landet, 1 100 km nordväst om huvudstaden Ottawa. McFaulds Lake ligger 158 meter över havet. Arean är 9,6 kvadratkilometer. Den sträcker sig 6,0 kilometer i nord-sydlig riktning, och 2,6 kilometer i öst-västlig riktning.
Trakten runt McFaulds Lake består huvudsakligen av våtmarker. Trakten runt McFaulds Lake är nära nog obefolkad, med mindre än två invånare per kvadratkilometer.